# 丹波ワイン
丹波ワイン株式会社（たんばワイン）は、京都府船井郡京丹波町に本社を置くワイン製造メーカー（ワイナリー）。丹波ワインは同社が製造しているワインのブランド。生産量は年間50万本（720ml換算）。
1983年（昭和58年）からは食品コンテストのモンドセレクションにおいて6年連続で金賞を受賞した。2000年（平成12年）以降はチャレンジ・インターナショナル・デュ・ヴァンやシャルドネ・デュ・モンドなどのワインコンクールでも銀賞を受賞している。

## 沿革
- 1979年（昭和54年） - 黒井哲夫が日本酒の酒蔵を借りて丹波ワイン株式会社を設立。
- 1981年（昭和56年） - ワインの販売を開始。
- 1984年（昭和59年） - 丹波新酒の発売を開始。
- 2020年（令和2年） - 「ピノ・ブラン シュール・リー」の販売を開始。北海道有珠郡壮瞥町産のブドウを用いたワインは日本初[1]。

## 受賞
- 1983年（昭和58年） - 食品コンテストのモンドセレクションで金賞を受賞。以後6年連続で金賞を受賞。「鳥居野白・赤」、「丹波ホック」、「丹波クラーレット」。
- 2003年（平成15年） - 国産ワインコンペティションで入賞。「Croisadeカベルネソーヴィニヨン＆メルロー」、「京都青谷の梅わいん」。
- 2003年（平成15年） - ジャパンチャレンジ2003で銅賞を受賞。「カベルネフラン」。
- 2005年（平成17年） - チャレンジ・インターナショナル・デュ・ヴァン2005で銀賞を受賞。「Croisade丹波シャルドネ2003・2005」
- 2005年（平成17年） - 国産ワインコンペティションで銀賞を受賞。「Croisade丹波カベルネソーヴィニヨン2002」。
- 2005年（平成17年） - 国産ワインコンペティションで銅賞を受賞。「Croisade丹波ピノブラン2004」。
- 2006年（平成18年） - チャレンジ・インターナショナル・デュ・ヴァン2006で銀賞を受賞。「Croisade丹波カベルネソーヴィニヨン2002」。
- 2007年（平成19年） - シャルドネ・デュ・モンドで銅賞を受賞。「シャルドネ2004」。
- 2020年（令和2年） - 日本ワイナリーアワード2020で3つ星を獲得[2]。

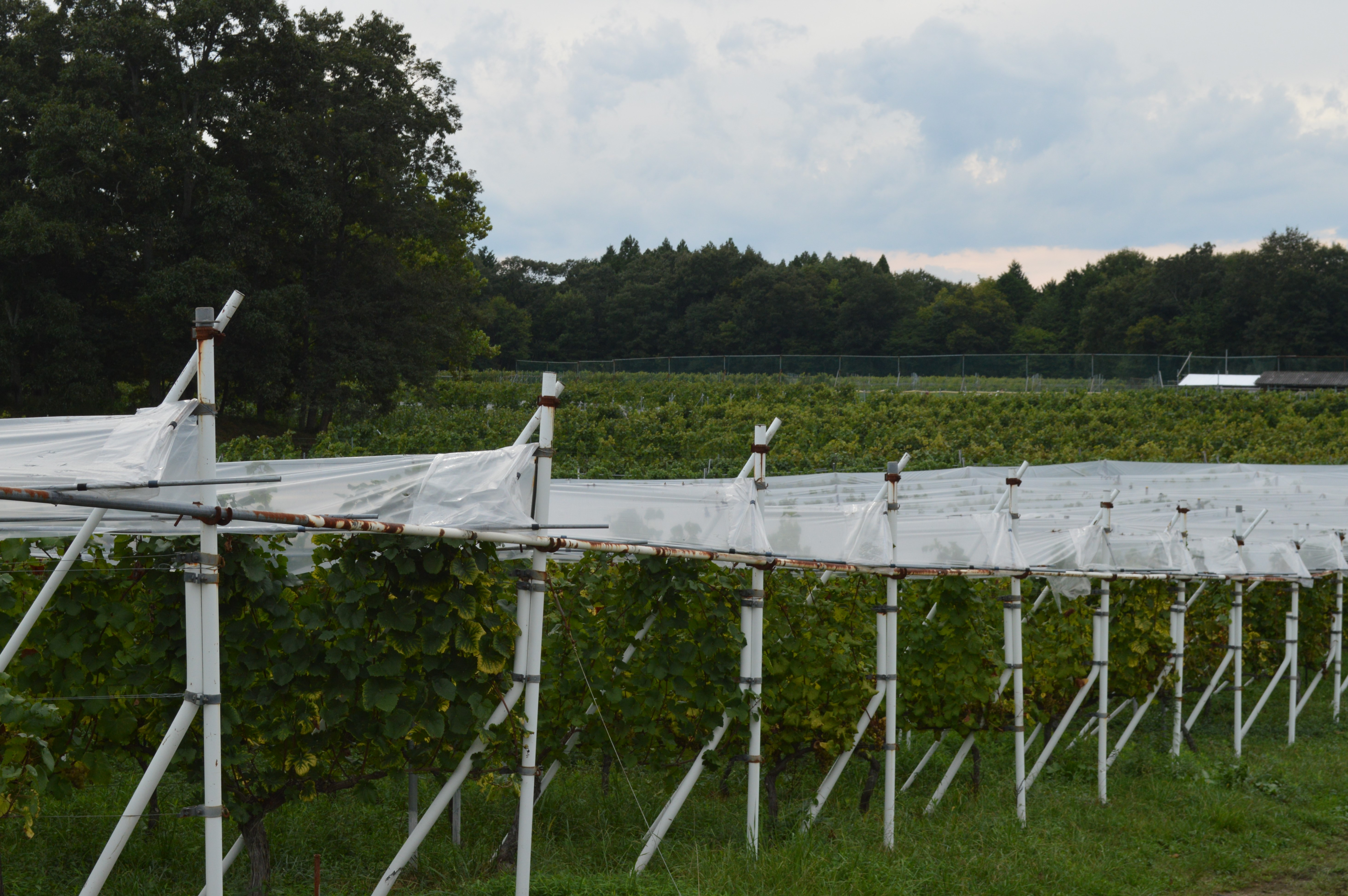
ブドウ畑
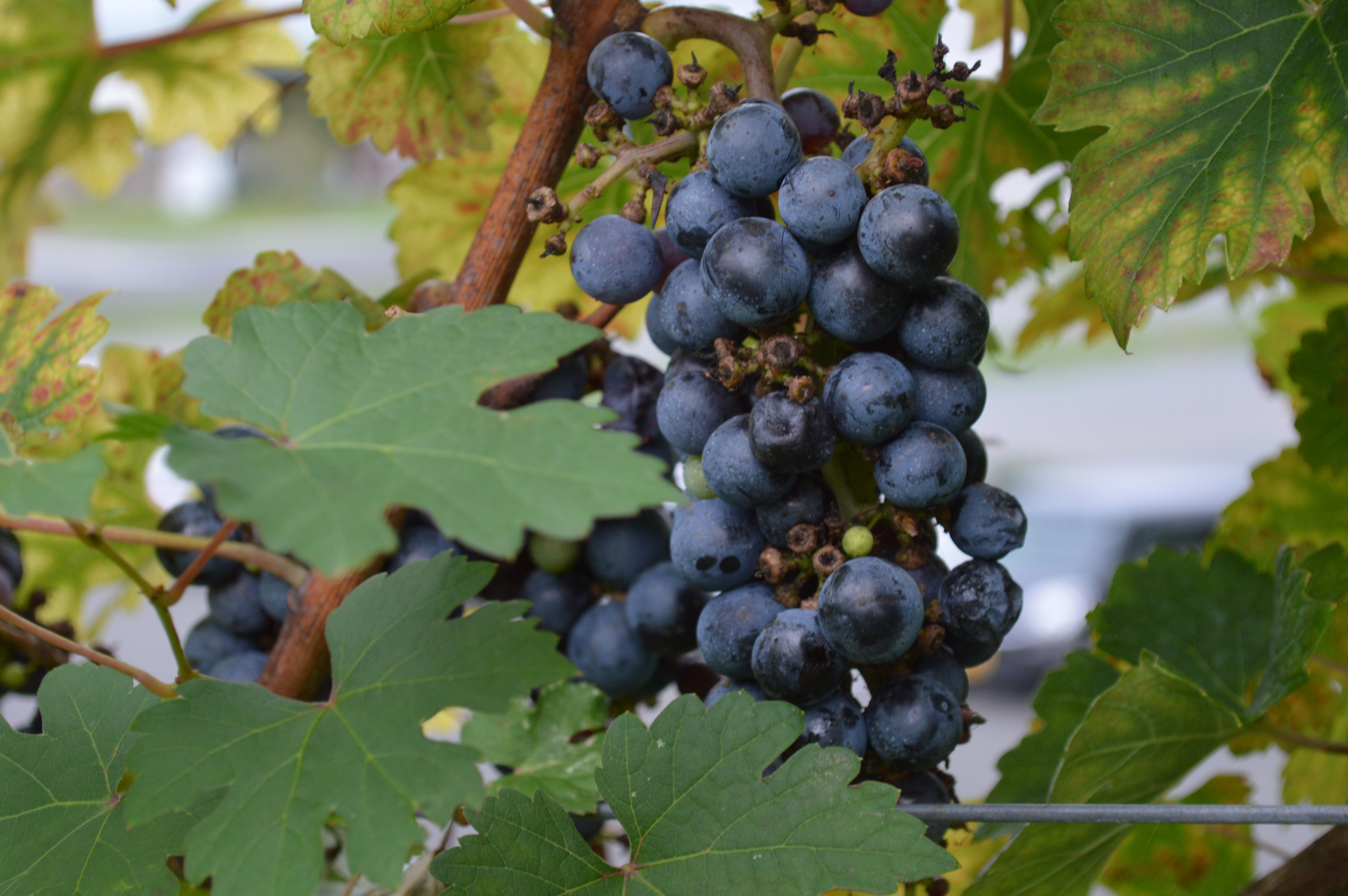
ブドウの果実
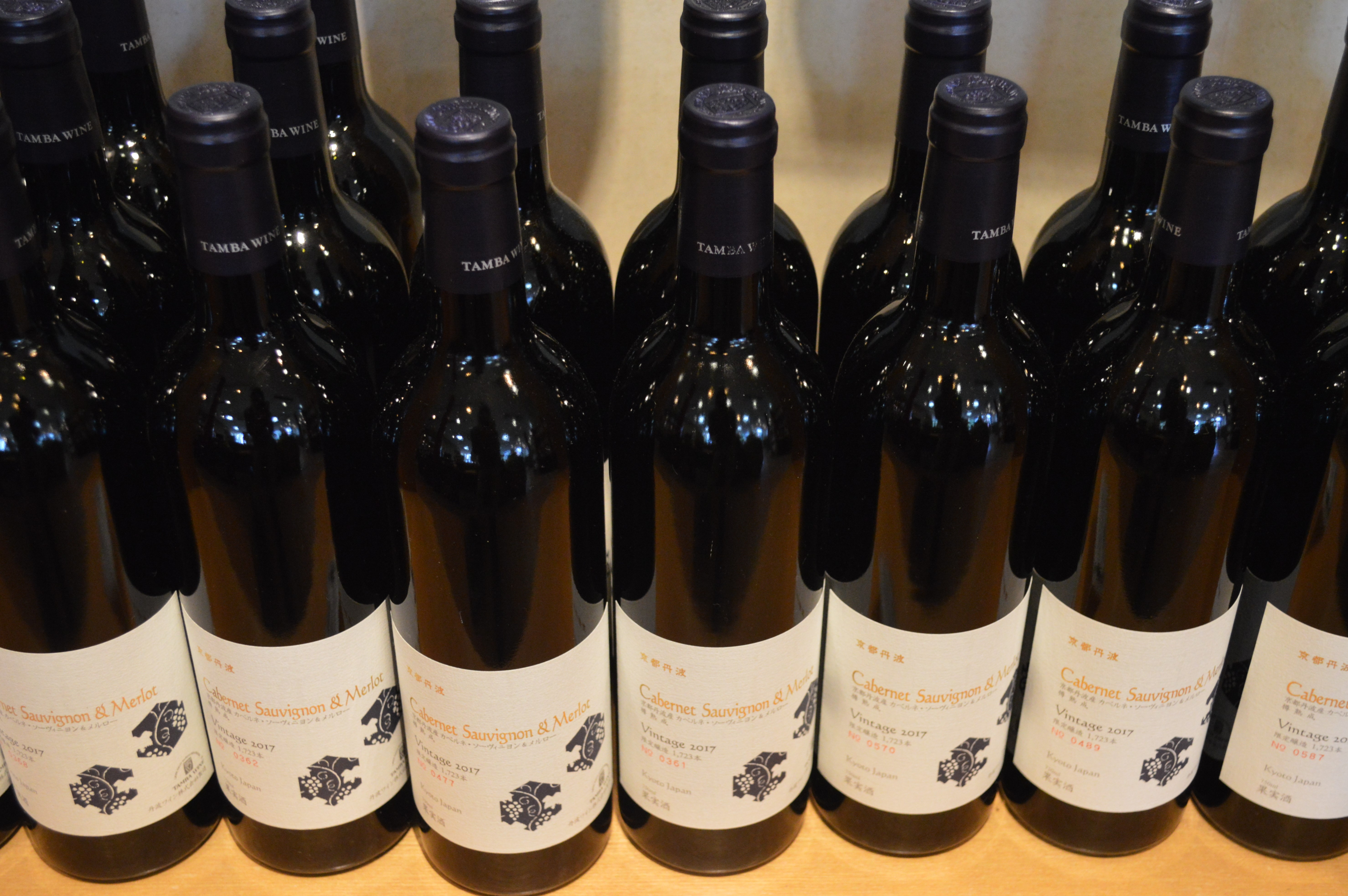
赤ワインのワインボトル
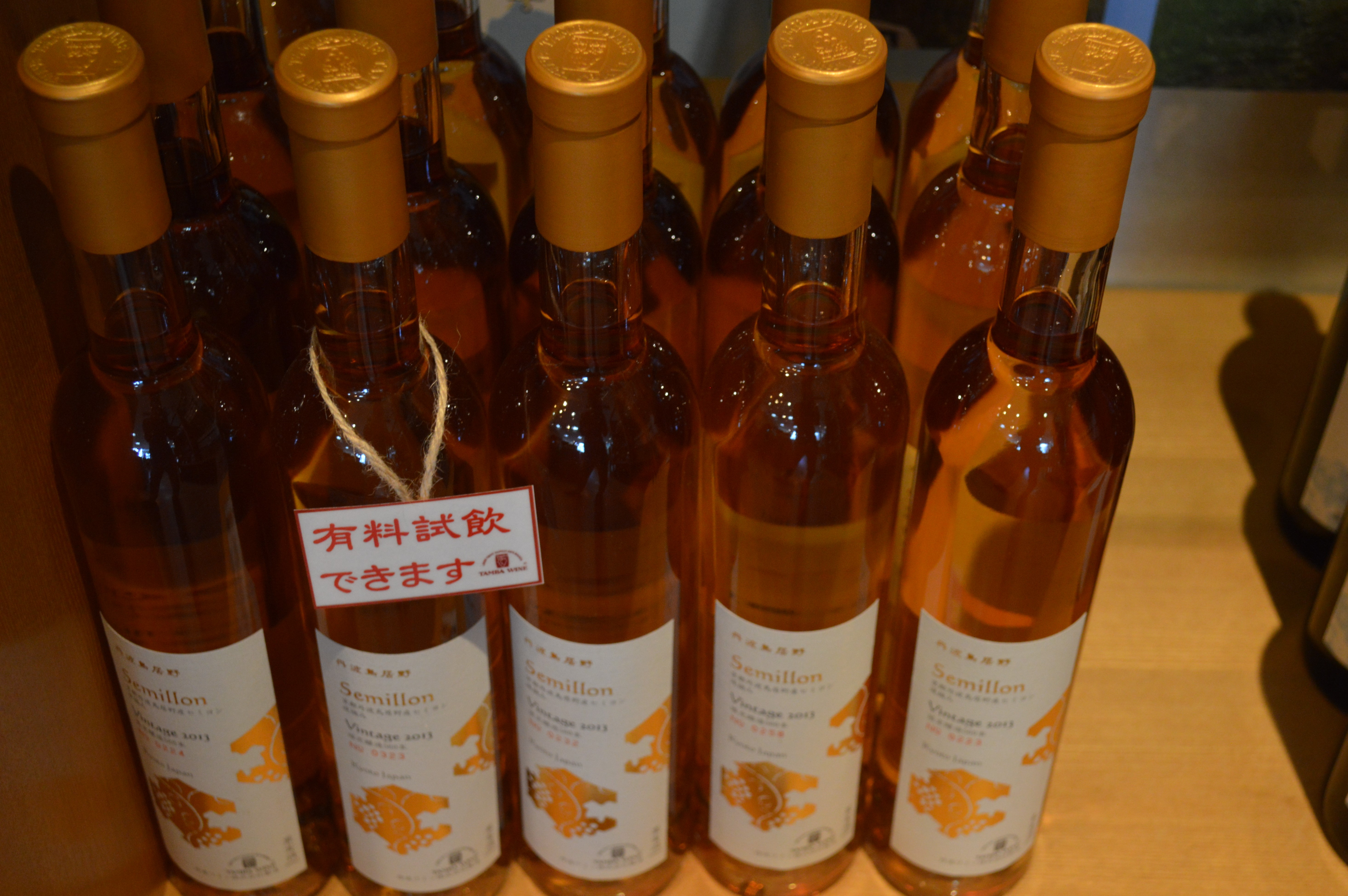
白ワインのワインボトル

## 不祥事
- 2013年（平成25年）11月 - 結着剤を使ったローストビーフを販売することが食品衛生法違反だと京都府南丹保健所に指摘された[3]。南丹保健所には自主回収して廃棄処分すると報告した[3]。
- 2016年（平成28年）4月 - 2014年以降も廃棄処分予定のローストビーフが客に提供されていたことが明らかとなった[3]。5月には黒井衛社長が引責辞任し、関連会社のクロイ電機役員の藤田隆文が社長に就任した[4]。

## アクセス
公共交通機関
- JR山陰本線下山駅
  - タクシーで約15分。
- JR山陰本線（嵯峨野線）園部駅
  - タクシーで約25分。
  - 西日本JRバス園福線で丹波高原（）停留所下車、徒歩約15分。

自動車
- 京都縦貫自動車道京丹波みずほICから国道173号と国道9号を経由し、亀岡・京都方面へ。
  - 和田交差点（※国道173号と国道9号の交点）から約5分[5]。